# Jānis Dombrava
Jānis Dombrava (ur. 29 czerwca 1988 w Rydze) – łotewski polityk, od 2010 poseł na Sejm Republiki Łotewskiej.

## Życiorys
W 2005 związał się z ugrupowaniem Wszystko dla Łotwy! (VL!). Uczestniczył w akcjach tego stowarzyszenia, m.in. w happeningu abreńskim. W 2010 ukończył studia licencjackie na Wydziale Historii i Filozofii Uniwersytetu Łotewskiego. Obecnie kształci się na studiach magisterskich z dziedziny stosunków międzynarodowych na Wydziale Nauk Społecznych Uniwersytetu Łotewskiego. Zasiadał w zarządzie VL!. W wyborach w 2010 otrzymał jeden z trzech mandatów poselskich, jakie przypadły VL! w okręgu Vidzeme. W wyborach w 2011 oraz w 2014 został ponownie wybrany do Sejmu z listy narodowców, podobnie jak w wyborach w 2018 oraz w 2022. 
W pierwszym małżeństwie żonaty z Ievą Dombravą z d. Bērziņą. Później małżeństwo rozwiodło się. W 2021 wziął ślub z działaczką młodzieżówki narodowców Anniją Asminą. 

## Źródła
- Jānis Dombrava. Strona sejmowa posła XIV kadencji. titania.saeima.lv. [dostęp 2025-01-21]. (ang.).
- Jānis Dombrava. puaro.lv. [dostęp 2025-01-21]. (łot.).